# Amambai (ort i Brasilien)
Amambai är en ort i Brasilien.   Den ligger i kommunen Amambaí och delstaten Mato Grosso do Sul, i den södra delen av landet, 1 100 km sydväst om huvudstaden Brasília. Amambai ligger 479 meter över havet och antalet invånare är 35 133.
Terrängen runt Amambai är platt.
Trakten runt Amambai består i huvudsak av gräsmarker. Runt Amambai är det mycket glesbefolkat, med 7 invånare per kvadratkilometer.